# Список дворянських родів Полтавської губернії
Список дворянських родів Полтавської губернії - офіційне друковане видання дворянського депутатського зібрання Полтавської губернії, яке містять список дворянських  прізвищ і осіб, час зарахування їх до дворянства із зазначенням їхніх предків. Ці дані наводяться на підставі Дворянської родовідної книги Полтавської губернії, яка велася предводителями дворянства по роках і за алфавітом з 1785 року. Надруковано в Полтаві в друкарні Полтавського губернського правління в 1898 році з дозволу Полтавського губернатора.

## З історії губернських родовідних книг
У 21-й день квітня 1785 року, видана Катериною II грамота поставила неодмінною вимогою до дворян: вписування в "Родовідну книгу" тієї губернії, де мають вони населений маєток. Для того, щоб вписатися в родовід, треба пред'явити повітовому предводителю дворянства права свої на це. Повітовий предводитель засвідчував клопотання дворянина і подавав його до губернського дворянського депутатського зібрання з усіма представленими документами, що підтверджують дворянські права того, хто заявляє бажання вписатися в "Родовідну дворянську книгу" своєї губернії. Крім того, в грамоті 21 квітня 1785 року вказано ділення "Родовідної книги" на шість частин із зазначенням цих частин для розрядів дворянства - титулованого і нетитулованого,  древнього і того, що дарується за чинами і орденами.

## Структура «Списку дворянських родів Полтавської губернії»
Дворянська родовідна книга]] Київської губернії, поділяється на шість частин. 
І - вносилися «роди дворянства жалуваного або дійсного»;  ІІ - роди дворянства військового; ІІІ  - роди дворянства, набутого на службі цивільній, а також ті, що отримали право спадкового дворянства за орденом;  IV - всі іноземні роди; V - титуловані роди; VI  - «давні шляхетські дворянські роди».

## Алфавітний список дворянських родів, внесених у родовідну книгу Полтавської губернії
- Абаза, Абрамович-Барановські, Абраменко, Абрежо, Абраменко-Горохов, Авраменко, Аврахов, Авілов, Агте, Аглаімов, Адамович, Адаменко, Адріанопольский, Адешелідзеви, Айгустов, Аккерман, Оксамитний, Алексеєнко, Олексенко, Алгазін, Альбиковські, Алейникові, Аладьїн, Александровичі, Алексеєв, Аленічев, Амбодик, Амосов, Андрузький, Андрієвський, Андреєв, Андрієвич, Андрієвські-Синеокові, Андріянови, Андрущенки, Ананич, Анастасьев, Ангеленко-Орловський, Аніщенко, Анісімови, Антонов, Антоненко, Антоновські, Антонець-Федьянович, Апарин, Апостол-Кегич, Апостолови, Арабажині, Арбузові, Арищенкові, Арсеньєіца, Артем'єві, Артоболевські, Артюхові, Архипові, Аршуков, Асауленки, Атрешков, Афанасьєві, Афанасьєві-Прокоф'єві, Ахтирка, Ачкасові.
- Бабаніни, Бабарикові, Бабенко, Бажулов, Бажутін, Базилевич, Базилевські, Базик, Байов, Бакалло, Бакланові, Балан, Балашев, Балаклей, Балин, Балзамаки, Балюк-Булай, Балюки, Балюра-Кондратьєві, Балюра, Балясний, Бальме, Барабаш, Баранові, Барановські, Башевський-Лихопой, Барановичі, Баратові, Барбовичі, Барк-Петровський, Барвінські, Барятинські, Барщ, Баталін, Бахмутові, Бахтіярові, Бахчевські, Бачей, Башкирцев, Байбакові, Бедров, Бережний, Безверхий, Безобразов, Безпальчев, Безручко, Безсонов, Бекман, Березін, Березняків, Березів, Бернард, Бернадський, Бергер, Беренс, Берн, Бесядовський, Бетковський, Бец, Бец-Харченко, Біддер, Билим, Білинський, Більдяєв, Бірюк, Біхель, Біянкіни, Благановські, Благовіщенський, Блінов, Бобохов, Бобрищеви, Бобровникові, Бобровські, Богаєвичі, Богаєвські, Богарєви, Богатиренки, Богдановичі, Богданові, Богданські, Богданський-Марков, Богмевський, Богінські, Боговські, Богаєвські, Боголюбов, Богушевичі, Бодиско, Бодянські, Бодрові, Божинські, Божко, Боктиько, Болгаров, Бондирєви, Бологов, Больма, Боровиковські, Боровські, Бородуліни, Бородай, Бородаївські, Борошенки, Бористень, Борісяк, Борзяки, Барсуков, Бохановські, Бояльські, Боярські, Бойкевичі, Бойко, Бойкови, Бойня-Родзевичі, Бойчукови, Бразоль, Браккер, Бранкевич, Брославський, Брайловський, Брежинський, Брильовський, Бровкові, Бродські, Броневський, Бронюшец-Герасимович, Будні, Будянський, Бужинський, Бузановські, Бузинарські, Букін, Букреєві, Булатов, Булацель, Буличові, Булишкіни, Булюбаш,  Буракові, Бурдзіловські, Бурі, Бурназов, Бурий-Радкевич, Бутенко, Бутович, Бутович-Тарасевській, Бутовський, Бухало, Бикові, Биковський, Біланівські, Білаші, Белевич, Беленченки, Білецький-Носенко, Бєлінський, Біловодські, Білогруд, Білоусович , Бєлов, Білоцерківець, Білозерські, Білуха-Кохановський, Белявський, Біляк, Багреєв-Фролов.
- Василенки, Вайда, Вакуловський, Вакулинські, Васильківські, Васенки, Васильєви, Ваценко, Васильєви-Коруновські, Василенко, Вадинський, Варавко, Варавін, Варакутін, Варуна, Васьков, Ваулин, Ващенко, Ващенко-Подольний, Ващенко-Захарченко, Валентинович-Готальскій, Валюхов-Вербицький, Васецький, Величко, Велижа, Литвин,  Велецький-Северин, Вельсовські, Вергуни, Великожони, Вельбицькі, Вертиголов, Верещак, Верещакин, Вельяшев, Вечорко, Винніков, Вишневські, Вишневецькі, Виноградов, Виноградські, Вишневський, Віндінг, Вітавській, Верба, Власові, Власенко, Власовські, Волковнякові, Вольховські, Волхвівські, Волявач, Вовчанські, Волчановські, Війни, Войнові, Вовній, Воронянські, Воронецький, Волохов, Волошинові, Волошин-Петриченко, Волкові, Воліковські, Волинські, Візник, Волощенко, Вороніни, Войнаховські, Вояхевичі, Воєводські, Волнянські, Ворожейкіни, Войцеховські, Войцеховичі, Воротеляк, Вовк- Розсоха, Водяницький, Вороб'євські, Войнов, Волжинські. Войткевич-Павлович, Водарські, Висоцькі, Височині, Весичі, Вишинські, Вронські, Вульферт, Вуяхевич, Ветр, Ветвицькі, В'язівські.
- Гавриленко, Гавеловський, Гаврилови, Гавришові, Гаврілкови, Гадолині, Гайдівський-Потапович, Гайдуков, Голіцини, Галагани, Галченко, Галузінські, Гамалії, Гамільтон, Ган, Ганжа, Ганько, Ганнот, Гапонов, Гарнага, Гармашевські, Гартінг, Гаусмана, Гачковські, Гашинські, Ге, Геївські, Гежелінський, Гейденрейх, Гек, Гельфрейх, Гандріх, Генш, Гензель, Генбачев, Герліяні, Герсіванов, Герцик, Гербаневські, Гермна, Герчуновські, Герценвіц, Герасимовичі, Герасимовські, Герасименко, Гескет, Гіжицькі, Гінці, Гірман, Гладкові, Гладун, Глебка-Товстикович-Созонович, Глинський, Глоба, Глоба-Михайленко, Глушановський, Гноєвий, Гнєдич, Говінда, Говоров, Говоруха-Отрок, Гоголь-Яновський, Годзевич, Гоздовські, Голіковські, Головня, Голубаве, Голіков, Головатинські, Голевець-Михайловські, Голенковські, Гольман, Головін, Голубаєв, Голіцин-Головкін князь, {{Голіцини (рід)| Голіцин]] князь, Голубов, Голошвілов, Гончаревські, Гончаренко, Гончаров, Горкуша, Горонескуль, Горбаньов, Горошковські, Горленки, Горнікови, Гороновичі, Горб-Ромашкевич, Горбовські, Гординські, Горнич-Гарницькі, Горгона, Горкуни, Горішевський, Горай, Гордєєв, Горчаков - князь, Горбачов, Горіцин, Гофман, Гоярин, Голошвілов, Грабянки, Грановський, Гребенкіни, Гречка, Гришко-Горішевський, Гриневичі, Грибоєдові, Григоровичі, Гришкови, Гриньови, Грищенки, Григор'єви, Григораш, Гринич, Громов, Грудницькі, Грудзевич -Нечай, Грушка, Губарєви, Гудими, Гудим-Левковичі, Гудович граф, Гудзь, Гуленко, Гундіус, Гунин, Гуров, Гурин, Гуринові, Гусакові.
- Дабинич, Дабич, Давидов, Давидовський, Давидович-Нащинський, Даниленко, Данилевські, Данчичі, Даньков, Дандре, Данковські, Даніель, Дарагани, Дахнівський, Даценко, Дашевський, Дворнікова, Дебогарій-Мокрієвич, Девлет-Кільдеєви, Дедюхіни, Дєдіни, Де-Бальмен граф, де-Мочани, Де Сен-Лоран, Дейнекін, Дейнека, Деканор, Деконський, Дем'янович-Перехрестов, Демешко-Стременов, Демидович, Демків, Демидов, Денісьєвський, Денисов, Денисенко, Депадель, Деркачі, Дергунов, Детор, Джевахов (він же Жевахов), Джунковські, Дзевялтовські-Гінтовт, Дзевановські , Дхюблевські-Дзюбенки, Дзюба, Дзюбенко-Дзюблевські, Диков, Дікгоф, Діма а-Симонович, Дмитрюков, Дмитренко, Доброніжські, Доброскок, Добровольські, Довгаль, Довбня, Доіє, Докучаєв, Долинські, Долголові, Должиков, Долгорукий князь, Домбровський, Домонтовичі, Донцови, Дорошенки, Дорожинські, Драфановські, Драгоманови, Држевецький, Дробиші, Дроздовські, Дублянські, Дуб'яга, Дубров, Дубський, Дубровін, Думітрашко-Раїч, Думітрашко, Дунаєв, Дунін-Жуковський, Дунін-Барковський, Дух, Душенькевич, Дьяков, Дяченки, Дьяченкови, Дьяконові, Диздереви, Динкові, Дихові, Дегтярьов, Дегтярьов, Дюков.
- Ерн, Ессен, Естко, Еюс,  Євтушевські, Євреїнові, Єзучевський-Савойський, Єзучевські, Елецькі князі, Єльчукови, Єльяшевичі, Ємних, Ємцов, Єнбулаєви, Єнишерлові, Єникуцові, Єременки, Єремеєв, Єременко, Єристов, Єркушенко, Єрмолаєв, Єрмаков, Єрошенко, Єсіпенкові.
- Жевахові, Жадан, Жаке, Жаковські, Жалобецькі-Внук, Жданови, Ждановичі, Жебровські, Жеглові, Жежелевкій, Жекулін, Жертовські, Животовські, Жива, Жилін, Жидинські, Жиркова, Житовські, Жовток, Жолкевські, Жохови, Жуковські, Жукови, Жуковські-Прокоф'єви, Журавель, Жученко.
- Заборинський 1-ий, Заборинський 2-й, Забіла, Забусов, Заборинський, Завада, Завойко, Завадовський, Завадські, Загреба, Загорський, Задорожний, Заїченко, Зайковський, Зайкевич, Закревські, Закржевські, Заленські, Замятіни, Замбржицькі, Замошникові, Заньківські, Запорізькі, Зарудні, Заржицької, Засядько, Заславські, Затиркевичі, Затурські, Затворницькі, Захарові, Захарченко, Збуровські, Звенигородські, Згурські, Здоров, Зеленські, Зеленецькі, Зерцалові, Зернов-Зерновські, Зконоплиця-Грабовська, Злотницькі, Значко-Яворські, Зозулині, Золотаревські, Золотницькі, Золотаржевські, Зоммер, Зотов, Зоц, Зощенки, Зубов, Зуц, Зелінські, Зенькевичі.
- Івахненко, Іваненко, Іванов, Іваницький, Іващенки, Іванови, Івашкевич, Івченко, Ігнатьєва, Іголкін, Ізволенські, Іларіонови, Іллінги, Ільяшенко-Кириловичі, Ілляшенко, Ільяшевичі, Іллєнко, Ільїн, Іллінські, Індутний, Іолкіни, Ісаєвич, Ісаєви, Ісаєнко, Італінскій, Іценко, Іщенко
- Кабиш, Кавкасідзеви князі, Кавецький, Каденаці, Казіни, Казанлі, Калениченко, Кальницькі, Колмикови, Калніболоцькі, Калита, Кальзан, Калин, Калачевська, Калиновські, Кальницький, Кам'янські, Кандиба, Камінський, Канієвські, Каневецькі, Канівські, Канчієлові, Канівцеви, Канівець, Кантакузін-Німець,  Канчіялови, князь Кантакузін, граф Сперанський, Капністи графи, Капітаненко, Капустянські, Кардашевські, Каруновські-Васильєви, Карасевські, Карпови, Карцови, Карлицькі, Карпінські, Карновиі, Каруновські, Карлицькі, Карпенк, Карпінський-Краснов, Карпатіос, Кардашевські, Карнаухові, Карамлеєві, Кармазіни, Карпінські, Кардашевські, Каракуцин, Карташевські, Карсунські, Карпови, Карцови, Карманові, Касаєві, Касінови, Касабуцькі, Катериничі, Катруци, Кафтареві, Качуреві, Капшпуровські, Кащенко, Квіцинські, Квітка, Квятковський, Келембет, Керстен, Кесер, Кизеєв, Кизим, Кирста, Кирьякові, Кірпотенкові, Кирилові, Кириленки, Кириченко, Кисіль, Кисельові, Китіцин, Кийкові, Клейгельс,  Кленівські, Климові, Клименки, Кобеляцькі, Кобелєви, Кованько, Ковалевські, Ковтуновські, Ковеснікови, Ковальови, Коваленко, Ковтуненко, Кодінци, Козельські, Козиненко, Козловські, Козельські, Козачковські, Козлови, Козинцові, Козинці, Козиненко, Колосовський-Билим, Коломійцев, Колобови, Колони, Колесникові, Коленко, Коляновський, Колосовський, Коллерт, Колендо, Комельський, Комаровський, Компанієць, Кондратьеви, Кононовичі, Коновалові, Кондоскалові, Кондзеровські, Канчіялови, Костянтиновичі, Кондратенко, Кондзеровскіе, Конраді, Канцевіч, Копкіни, Копилові, Корсуни, Коростовцеві, Корсунь, Коренєви, Корнеєнки, Дем'яненки, Коробки, Курлюкові, Коробка, Короленки, Корсун, Корчаки, Корецькі, Королько, Корнієнко, Коршун, Корінецькі, Коростовець, Коростовцеви, Коржівські, Косинські, Костирко, Косяровські, Косичі, Косюра, Косинські, Коссарт-фон, Костюкови, Косинський, Костенко-Гладкі, Костенко, Костенецькі, Котляревські-Балакшей, Котляревські, Котов-Коношенко, Котельникови, Котляревські, Котови, Кохнови, Кохановські, Кох, Коченевській, Кочукова, Кочубей князі, Кочетуров, Кочубей, Кошельнікови, Крамаревський, Красовські, Крамареві, Краєвські, Кропивні, Красноглядові, Кропив'яні , Крахотині, Крамалей, Кравченки, Крат, Крамаренки, Крестинські, Кремешні, Крицькі, Криницькі, Кріченко-Чарнуцькі, Кривоносові, Кривошеї. Кричевські, Кривулі, Крицькі, Кривцові, Кріденери, Кроківські, Круковські, Круликовські, Крижанівські, Крилови, Крякіни, Ктитарєві, Кувичінські, Кудашев князь, Кудря-Мосцевий, Кузубові, Кузьміни, Кукурани, Куклярські, Куксіни, Кулябка, Кулябко, Кулябко-Корецькі, Куликові , Куличевські, Куликові, Куликівські, Куліш-Донець, Куліченко, Кумм, Кун, Куницькі, Купчинські, Купенкови, Кубітовичі, Курилові, Курченінови, Кущ-Кисловичі, Куц-Тулубовські, Кучарьови, Кучинські, Кучерові, Кучман, Кушелєв-Безбородько граф, Кашакевич, Кущинські.
- Лабуза, Лаврентьєви, Лавриненков, Лавриненко-Тельних, Лавриновські, Лагоди, Ладенкови, Лазьки, Лазаревич, Лазаревські, Лазебников, Лазебні, Лалош, Ламберт граф, Ламздорф граф, Лантух, Лансер, Ланге, Лаппо-Данилевські, Ласкевич, Лаузберг, Лаушкін, Лациннікови, Лебедевич-Драєвський, Лебедєви, Левченки, Левченко-Звенигородський, Левешки, Левицькі, Левенець, Левандовскі, Легейда, Лейбин, Лейхт, Лейвін, Леньов, Леонтович, Леонтович-Кваша, Леонтовський, Леонтійович-Дубина, Леонтьєв, Лепарський, Лесевецький, Летючий, Летуновські, Лещенко, Лизогуби, Липський, Липницький, Ліпяцькі, Лисенко, Лисевичі, Лисаневич, Лисянський, Лісовські, Литвинов, Литвиненко, Лихопой-Башевський, Лихопой, Лихачов, Ліцкевич, Лишіни, Лішафаєві, Лобанові, Лобезеви, Лобачі, Логвінові, Логвиновичі, Ломиковський, Лопотінов, Лосєв, Лоташевський, Лубенський-Бич, Лубяновські, Лубові, Луговий, Луговські, Лук'яновичі, Лукомські, Лукашвичі, Лутовинові, Луценки, Луценко-Чучмановські, Львов, Лисенко, Лисенков, Ликови, Лесеневич, Лескевич, Лесняк, Лестовничий, Ліщина-Мартиненко, Лещиніна, Любарський-Щербини, Любарські, Любомирські, Любицькі, Людницькі, Ляпін, Ляховичі, Ляшевські.
- Мавольські, Магденко, Магеровські, Маєвські, Мазаракі, Мазурови, Мазанови, Майбороди, Максимовичі, Макарови, Маковські, Макаренки, Максимові, Максименки, Малинки, Малигін, Малик, Малама, Малиневичі, Мальований, Малиновський, Момонт, Мамонтови, Мамчич, Манько, Манджосов, Манжосов, Манжурнети, Манюк, Мандерштерн, Манвелови князі, Марченко, Мартос, Марковичі, Маркевичі, Маркови, Марковські, Мартинови, Маркграфські, Маршал-Біберштейни, Мартиненко, Марцинкевичі, Марсів-Тішевський,  Масюково, Масло, Масленков, Маслянікови, Масловські, Масольські-Шенсні, Масині, Матвеєві, Матіяшевські, Махові, Махно, Маценки, Мачинські, Мачуговські, Машинські, Машини, Мащенки, Маяковські, Медведєви, Медяний, Медведовський, Медем, Мезенцев, Мейн-Фон-Зегер, Мейер, Мельникови, Мельницька, Мерінги, Метлинський, Мехеда-Мехединські, Мезеденські, Мешальскі, Мещерські князі, Мізеров, Миклашевські, Милькевичі, Милорадовичі, Міланос , Мінькевичі, Мінькевич-Петровські, Мінич, Міняйлові, Миницькі, Міркалови, Мироненко, Місановські, Місюревичі, Митрофанові, Митянські, Михайловські, Михайленки, Михайлові, Міхнові, Міцкевичі, Мішурнікови, Міщенки, Могильникові, Мокієвські, Могильовські, Могилянські, Модер, Можневські, Мознякови, Мойсеєнки, Мойсеєнкова,  Мокрицькі,  Молодцові, Мойсевські, Молостови, Молявки,  Мордвінкині, Морозови, Морози, Моркотунові, Моралевські, Морачевські, Мосолови, Мотрей, Моцоки, Мудрови, Мунтьянов, Муравйов-Апостол, Мусін-Пушкін граф, Мєшковські, Мякушко.
- Навроцькі, Нагнибіда, Надгофт, Надарові, Надерваль, Надержинський, Назаренки, Назаревські, Назарьєви, Найдьонови, Наливайко-Ігнатенко, Наливайко, Налойченки, Насвєтови, Наталенко, Науменко, Нельговські, Нелєпов, Немеровські, Непийпиво, Неплюєв, Непишневські, Нерівний, Нестеровські, Нестеренко, Нестуля-Прокопенко, Нетеса, Нефедьєви, Нечволодов, Нечаєв, Нейолові, Никифорові, Никонові, Никитенко, Ніцкевич, Ницік, Ниценко, Новицькі, Новаковичі, Новохатній, Новикови, Нога, Носенко, Носов, Ніс, Носков, Нупенау, Нєженцев, Ніжинець, Нежинцови.
- Оболенські, Оболонські, Обрєзов, Обревко-Жданов, Обший, Огнєві,  Оголевець, Огранович, Одешелідзеви, Одинцови, Одинець, Озерські, Оконішнікови, Окулові, Окшевські, Оленич, Оленич-Гнененко, Олешко, Оліфери, Олтаржевські, Ольховой, Ольховські, Омельяненки, Омельянович-Павленко, Онопрієнко, Оношко, Опришков, Оптовцов, Оранські, Орбеліані князі, Орель, Оржецькі, Орловський-Ангеленко, Орловський, Орлай, Орлов, Ортинський, О`Рурк графи, Осипови, Остроградські, Острозький, Острикові, Отрешко-Тарасенкові, Охремовські, Очеретенко.
- Павловський, Павленко-Богушевський, Павленки, Павлові, Павловський-Білецький, Павлицький, Павлюченко, Павелко, Павловичі, Падель (Депадель), Палєй, Панченко, Паньковський, Пантелеєв, Попатенко, Папкевич-Левицький, Папа-Афанасопулло, Пархоменко, Пархомов, Парадєлови , Паскевич, Пасько, Пасхалов, Паульсон, Пацюкови, Пацевичі, Пашкевичі, Пашковські, Пащенки, Педак-Педашенки, Педашенки, Педяш, Педашеви, Пейкер, Пелінейко, Переменіни, Перепеліцини, Пернец, Перкові, Перехрестові, Перрет, Переяславці, Переяславський, Пестржецький , Пестичі, Пестові, Петрові, Петрашевич, Петрашевські, Петрановські-Білаш, Петренко-Яригіни, Петренко, Петровські, Петровський-Муравський, Петрунькевичі, Петтеш, Петерс, Певінський, Пиленко, Пилипенко, Пилипенкові, Пінкорнелі, Пінчукові, Піроцькі, Пирогові, Писаревські, Піскорські, Писарєви, Писанські, Пісоцький, Питленки, Пічети, Пищимука, Пищалки, Платоновичі, Плакси, Плахотникові, Плитньов, Пліщенко, Плешкові, Плюцинські, Поволоцькі, Повальські, Погуляєві, Погуляй, Підгаєцькі, Підпали, Підгірські, Подчаські, Підгорецькі, Подборські, Позен, Познанські, Покрамовичі, Поклонські, Польські, Полоницькі-Шимкові, Полонські, Полетики, Полякови, Полешки, Полторацькі, Полкарой-Нікітенки, Полтавців, Політковський, Полонець, Пономаренки, Пономарьови, Попови, Поплавки, Порховські, Порубаєві, Портнягіни, Пороховнікови, Порохови, Пославські, Посяди, Потоцькі, Потьомкін, Потебні, Походун, Пржевалинський, Приходьки, Пригори, Прима, Присецькі, Прісненки, Присьолкові, Прийма, Прокоф'єви-Афанасьєви, Прокоф'єви, Прохоровичі, Прогнаєвські, Протопопови, Прудько, Псел, Пташкині, Пугачі, Пустовойтові, Пустошкині, Пухальські, Пишнови, Певінські, Пеунови, Піщанські, Пясецькі, П'ятак-Папкевич.
- Равич-Шасткевичі, Равичі, Радченкові, Радуцькі, Радецькі, Раєнкі, Раєвські, Разсохіни, Розумові, Раієвичі, Райченки, Райзерови, Раковичі, Распопові, Ратієві, Ратієв князі, Рафаловські, Рахубовські, Рахманові, Рацул, Рачковські, Рашков, Ревуцькі, Реви, Ревазові, Редькіни, Реднінський, Рєзанов, Рейхель, Рейх-Топольницький, Рейдер, Рейнбот, Рейбург, Рейнгард, Ремерс, Рєпнін князь, Реун, Ризи, Ріттер-фон Ріхтери, Родзянко, Родіонов, Родіславські, Родак , Родзевич, Рожалін, Рожанські, Розлач, Розенберг, Романюти, Романович-Славотинські, Романовичі, Романівські, Романенко, Ромашкевич-Горб, Рот, Ротгоф, Ротмістрови, Россікови, Ростенберг, Роскладка, Роснянські, Рощаковські, Рубанові, Рубан, Рублевський, Рудаєви, Рудавський, Рудницькі, Рудь, Рудановські, Рукавишнікови, Рустановичі , Русавновські, Русинови, Рибін, Рижов, Риженко, Римареві, Римашевський, Риндін, Редькін, Репчанські.
- Савицькі, Савойські, Саввичі, Савичі, Савенко, Савченки, Савинські, Савескови, Савоіні, Савченко-Боженки, Сагредо, Садикови, Садовські, Саковичі, Соковичі, Салимовські, Саліньяки, Салогуб, Самусь, Самойловський, Самойлович, Самохвалови, Саммер, Самойленко- Спатару, Самойленки, Самсонов, Самойлов, Санін, Санковський, Саплиця, Сарана, Саранчови, Саськи, Сахатові, Сахно-Устимовичі, Сахновські, Саханські, Сачавці, Сачавцові, Сварика, Свирські, Свириденки, Світайло, Свічка, Світ, Світличний, Святодух, Святківська, Сегет, Селецькі, Селіхові,  Селявка, Селасенник, Семененко-Крамаревські, Семененко, Семко-Савойські, Сементовські-Курили, Семеняки, Семперовичі, Сімейкині, Семяновські, Семеновські, Семенченки, Семенови, Семенюти, Сентухові, Сенько, Сененко, Сенковські, Сенчукові, Середа, Сергєєв, Середіни, Селивановичі, Середині, Сердюкови, Сидоренки, Сідгам, Симонові, Симоновські, Симковські, Симонтовські, Симашко, Синєокові, Синєоков- Андрієвський, Сипко, Сиротенки, Скаржинські, Скаруппа, Скалон, Скачковські, Скибинські, Скляренки, Скліфасовські, Скорики, Скоропадські, Скоробогатові, Скоробогач, Скорнякови, Скорута, Скрипченко, Сладковські, Сльозкині, Сливи, Сливинські, Сливицькі, Слюз, Слюзови, Слюсаревські, Смагіни , Смирнові, Смирницькі, Смородськ, Снегоцькі, Собецькі, Собакарєві, Соболевські, Соболєви, Совачі, Созановичі, Созонович, Соковичі, Сокіл, Соколовські, Сокологорські, Соколов, Соколовичі, Сокольські, Сокальські, Соломка, Соломахи, Солімовські, Солонина, Соляникові, Сосновські, Софронські, Сохіни, Сошальські, Соя-Серко, Спаські, Спіглазові, Сподіни, Сребницькі, Сребрянські, Старицькі, Ставицькі, Стаховичі, Стаховський, Стасенко, Стасевський, Стафієвський, Старчевського, Станкевич, Стасюка, Старов, Стеценко, Стефановичі, Стеблін-Кам'янські, Степанови, Стороженки, Стоянови, Стіжки, Стоцькі, Стовбине, Стовба, Сторожевский, Стрижевська, Стреховскіе, Струкова, Стрижаченко, Стронський, Стригунов, Струве, Ступачевські, Ступка, Судейкіни, Сукови, Сукачові, Сулими, Сульжикові, Сулимівські, Супруненко, Суровцови, Суравцови, Суржкови, Сурдини, Сурінам, Сусаліни, Сухоносові, Сухини, Сухотіни, Суходільські, Сушкова, Ситинські, Сєчкіна.
- Талантов, Тандетнікови, Тарновські, Тарутині, Тарасові, Таранець, Тарасенко, Тарасевич, Тараненко, Тарвід, Татарул, Татаровські, Твердомедов, Тельшау, Телесницькі, Терлецькі, Тернівські, Теремецькі, Терешкевич, Терещенко, Терпиловські, Тессен, Тимченки, Тимофєєв, Тимофійович, Томаківські, Тимошевська, Тирютіни, Тихенко, Тиханович, Тишевський, Тищенки, Товбич, Токарєви, Толкушкін, Толкушкіни, Толпигіни, Томара, Торгоні, Сокира, Тоцькі, Тржецяк, Требінські Третякови-Перетятько, Третякови, Трегубові, Трепові, Трипільські, Трифанівські, Трильовські, Троцькі, Троціни, Трощинські, Трояновські, Трохимовські, Трутовські, Тугаринові, Тулинські, Туманські, Тупалові, Турчанінові, Тюшкови, Тягнеєві.
- Угричич-Требинські, Уласенки, Уманський, Умирука-Запольські, Усков, Уступний-Глушко, Устименки, Уступний, Устименко, Устимовичі, Уткіни.
- Фабриціус, Фаворські, Фаленкови, Фатєєви, Федоренко, Федяй, Феденко-Проценки, Федотов, Федоровські, Федоров, Феде, Ферт, Фесун, Фесенков, Філонова, Філіпенко, Філімовіч, Філипович, Філімонов, Філіпченко, Фірнкранц, Фотінгоф, Фогель, Фомін, фон-Бракгаузин, фон-Вікен, фон-Брунови, фон-Ріттери, фон-Рейценштейн, фон-Прінтц, фон-дер-Лаунец, Францен, Фрейтаг-фон-Лорінгоф, Фролов-Багреєв.
- Хальмков, Хандак, Хантинський, Харченко, Харечкові, Харнський,  Харечко, Хелмські, Хижнякові, Хільчевські, Хімотченки, Хитрові, Ходолеєві, Ходолеї, Ходоровські, Холодовські, Холминські,  Холявін, Холярін, Холкин, Хоменко, Хондакови, Храпаль, Храпко, Христич, Хрипунов, Хрущов, Хруцькі, Хадеєв.
- Цариєві, Цацкіни, Цвєтков, Цеймерн, Целаріус, Цертелєв (князь), Цивінський, Ціопкалови, Цуревсбкі, Циганенко, Цимбалістов, Цис.
- Чаговці, Чайковські, Чайкін, Чарниш, Чарнко, Чафер, Чачко, Чеберяк, Чедлеєв, Ченгери, Черепахіни, Черноглазови, Чернявський, Черненко, Черепові, Чернови, Черв’якові, Черницькі, Черкун, Черневські,  Червоненко, Часник, Чигиринцев, Чигиринцові, Чигалевський, Чижевські, Чижі, Чикини, Чихачеви, Чубинські, Чудинови, Чудовичі, Чуйкевичі, Чумакові, Чуприни, Чуть, Чутівські, Чучмарьови.
- Шамраєві, Шамраєвські, Шандрипа, Шапоровський, Шаргородський, Шарковський, Шарий, Шастопалов, Шаула, Шафранов, Шафрановскій, Шахов-Корчинські, Швачки, Шаховськой, Швецові, Швидковській, Шевцов, Шевченко, Щейдеман, Шеметові, Шепелєві, Шершавицький, Шикун, Шимкові, Шимкові-Полоницькі, Шимволосов, Шиндлер, Шипулінський, Ширгановські, Шишови, Шишкевичі, Шийко, Шкляревичі, Шкуринські, Шліхтенг, Шліттер, Шості, Шостак, Шохін, Шочевич, Шпаковські, Шпеки, Шпекін, Шпейєри, Шпикітери, Шпигоцький, Штейн, Штішевські, Штігліщ, Шувалов, Шульженко, Шульги, Шульга-Асауленко, Шульжевский, Шумлянський.
- Щегельські, Щекутіни, Щокін, Щелкан, Щемелінов, Щербаки, Щербинські, Щербачови, Щербиніни, Щерба, Щетинські, Щетковські, Щоголєв.
- Юзефовичі, Юнкмани, Юнак-Росцишевські, Юрківські, Юрченко, Юр'єви-Пековці, Юр'єви, Юскевичі, Юшкевич-Стаховські.
- Яблоновські, Явойша, Яворські, Явтушенко, Ягунов, Язиковичі, Якимовичі, Якименко, Яковенко, Яковлєв, Якоби, Яколенки, Яковські, Якубовичі, Якубовські, Якубенки, Янкевичі, Янковські, Яновичі, Яновські, Янові, Яресько, Яровий, Ярошевські, Ярошенко, Ясинські, Ясников, Ясникольскі, Ясновські, Яхно, Яцута, Ячні, Ященко.